# Haenam
Haenam (Haenam-gun, âm Hán Việt: Hải Nam quận) là một huyện của tỉnh Jeolla Nam, Hàn Quốc. Huyện này có diện tích 887,47 km², dân số năm 2001 là 87.956 người.

## Khí hậu
| Dữ liệu khí hậu của Haenam               | Dữ liệu khí hậu của Haenam | Dữ liệu khí hậu của Haenam | Dữ liệu khí hậu của Haenam | Dữ liệu khí hậu của Haenam | Dữ liệu khí hậu của Haenam | Dữ liệu khí hậu của Haenam | Dữ liệu khí hậu của Haenam | Dữ liệu khí hậu của Haenam | Dữ liệu khí hậu của Haenam | Dữ liệu khí hậu của Haenam | Dữ liệu khí hậu của Haenam | Dữ liệu khí hậu của Haenam | Dữ liệu khí hậu của Haenam |
| Tháng                                    | 1                          | 2                          | 3                          | 4                          | 5                          | 6                          | 7                          | 8                          | 9                          | 10                         | 11                         | 12                         | Năm                        |
| ---------------------------------------- | -------------------------- | -------------------------- | -------------------------- | -------------------------- | -------------------------- | -------------------------- | -------------------------- | -------------------------- | -------------------------- | -------------------------- | -------------------------- | -------------------------- | -------------------------- |
| Trung bình ngày tối đa °C (°F)           | 6.1 (43.0)                 | 8.0 (46.4)                 | 12.4 (54.3)                | 18.4 (65.1)                | 22.9 (73.2)                | 26.2 (79.2)                | 28.7 (83.7)                | 30.2 (86.4)                | 26.8 (80.2)                | 21.9 (71.4)                | 15.2 (59.4)                | 9.0 (48.2)                 | 18.8 (65.8)                |
| Trung bình ngày °C (°F)                  | 1.3 (34.3)                 | 2.6 (36.7)                 | 6.6 (43.9)                 | 12.1 (53.8)                | 17.1 (62.8)                | 21.3 (70.3)                | 24.9 (76.8)                | 25.8 (78.4)                | 21.4 (70.5)                | 15.4 (59.7)                | 9.1 (48.4)                 | 3.5 (38.3)                 | 13.4 (56.1)                |
| Tối thiểu trung bình ngày °C (°F)        | −3.2 (26.2)                | −2.4 (27.7)                | 1.0 (33.8)                 | 5.8 (42.4)                 | 11.6 (52.9)                | 17.1 (62.8)                | 21.9 (71.4)                | 22.1 (71.8)                | 16.6 (61.9)                | 9.3 (48.7)                 | 3.3 (37.9)                 | −1.6 (29.1)                | 8.5 (47.3)                 |
| Lượng Giáng thủy trung bình mm (inches)  | 32.5 (1.28)                | 46.3 (1.82)                | 72.9 (2.87)                | 90.0 (3.54)                | 105.5 (4.15)               | 199.5 (7.85)               | 246.8 (9.72)               | 248.5 (9.78)               | 164.3 (6.47)               | 44.2 (1.74)                | 46.8 (1.84)                | 28.1 (1.11)                | 1.325,4 (52.18)            |
| Số ngày giáng thủy trung bình (≥ 0.1 mm) | 9.3                        | 8.4                        | 9.3                        | 8.2                        | 9.3                        | 10.5                       | 12.9                       | 12.0                       | 8.5                        | 5.8                        | 7.8                        | 8.1                        | 110.1                      |
| Độ ẩm tương đối trung bình (%)           | 70.4                       | 69.4                       | 69.0                       | 68.5                       | 72.2                       | 76.5                       | 82.3                       | 80.5                       | 77.4                       | 72.1                       | 71.4                       | 71.7                       | 73.4                       |
| Số giờ nắng trung bình tháng             | 161.4                      | 170.3                      | 203.8                      | 226.4                      | 237.8                      | 198.3                      | 183.6                      | 221.8                      | 197.4                      | 221.1                      | 175.2                      | 160.2                      | 2.356,1                    |
| Nguồn:                                   |                            |                            |                            |                            |                            |                            |                            |                            |                            |                            |                            |                            |                            |

## Thành phố kết nghĩa
- Seocho-gu, Hàn Quốc

## Hình ảnh

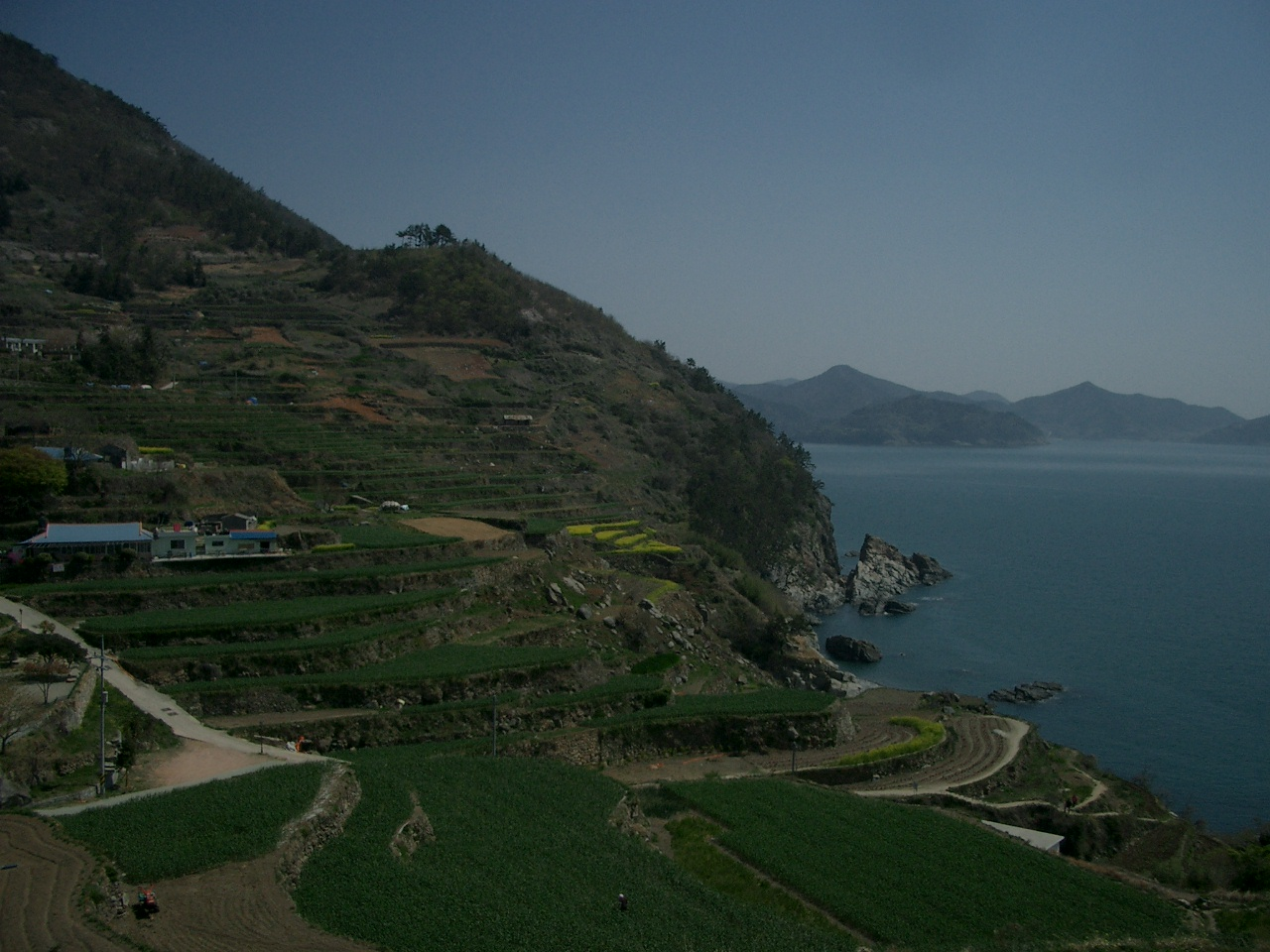
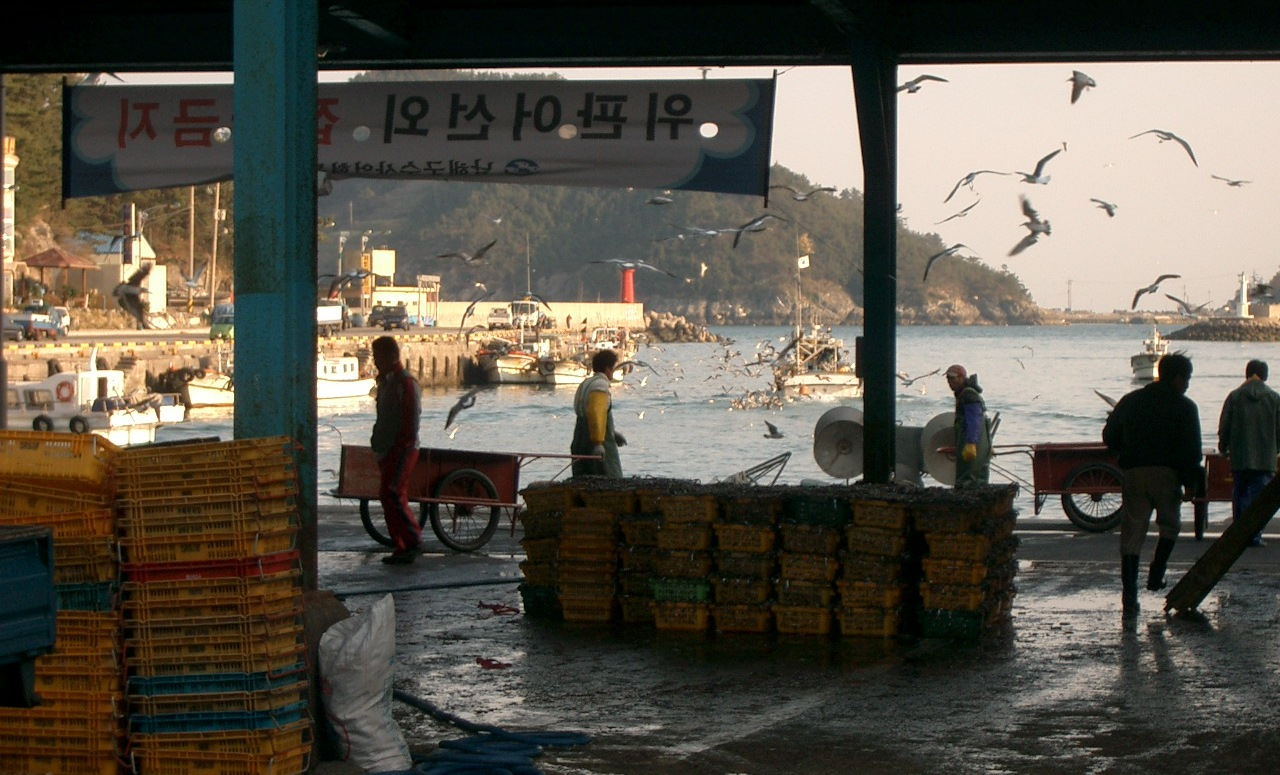
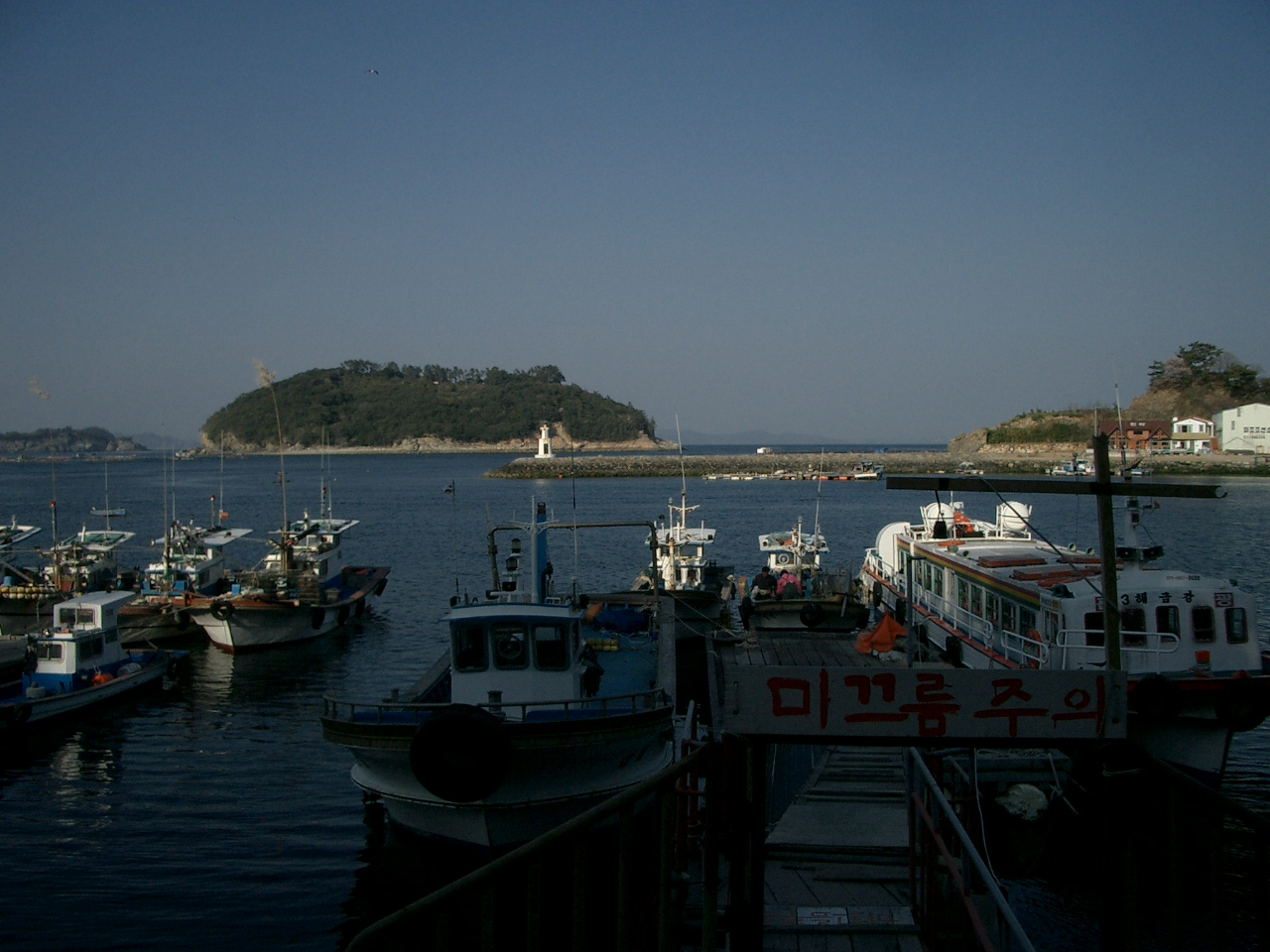
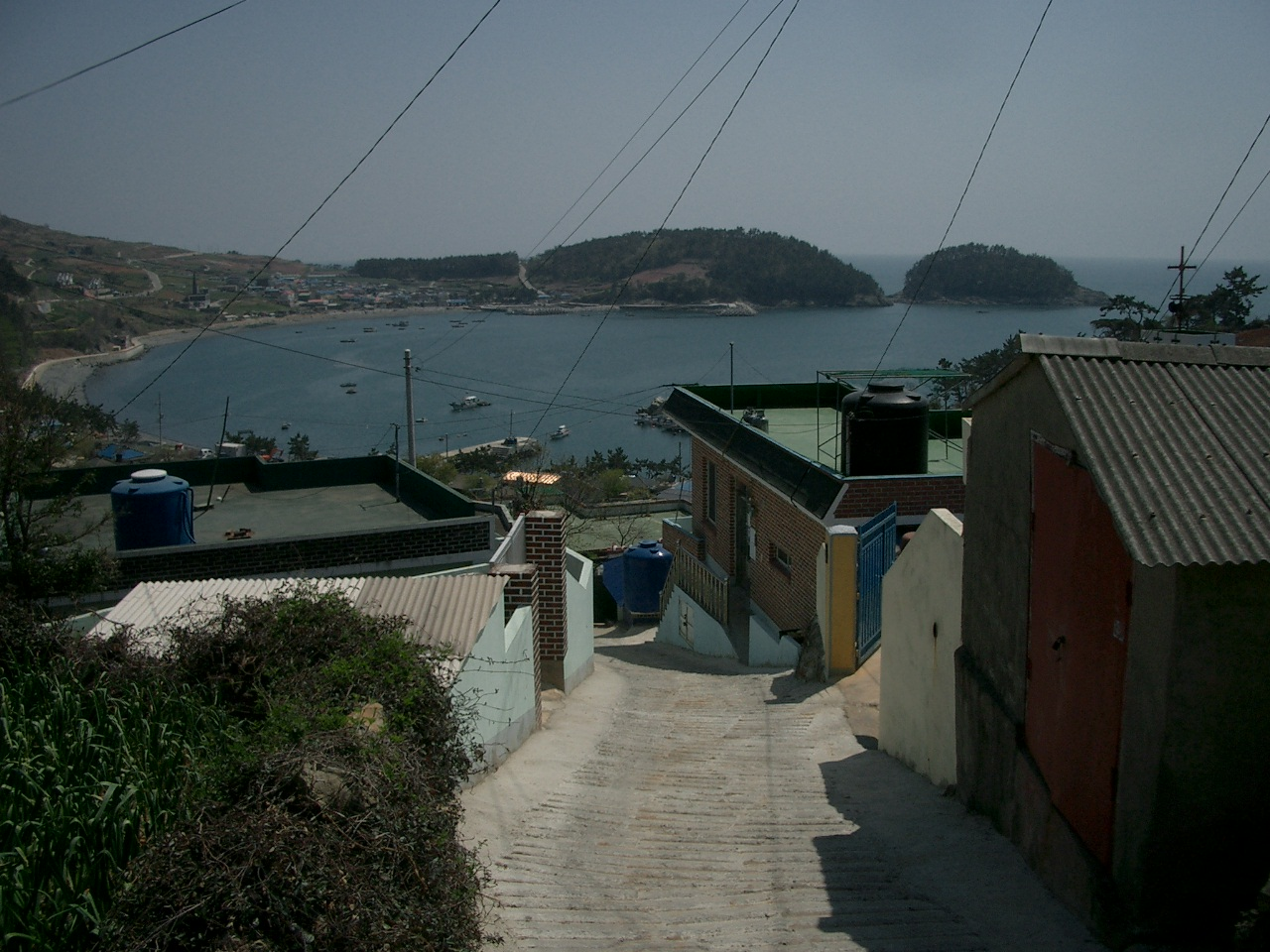
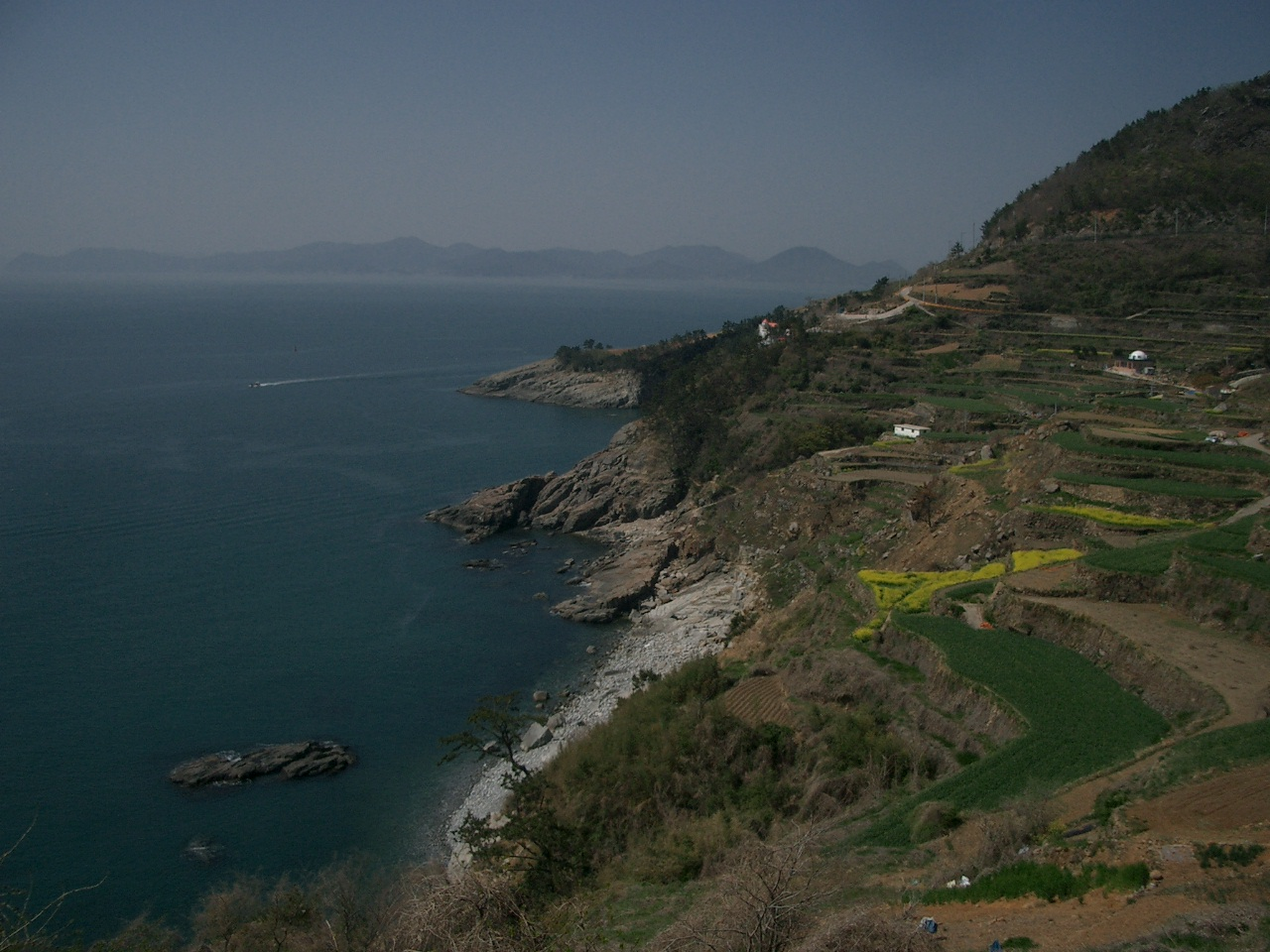
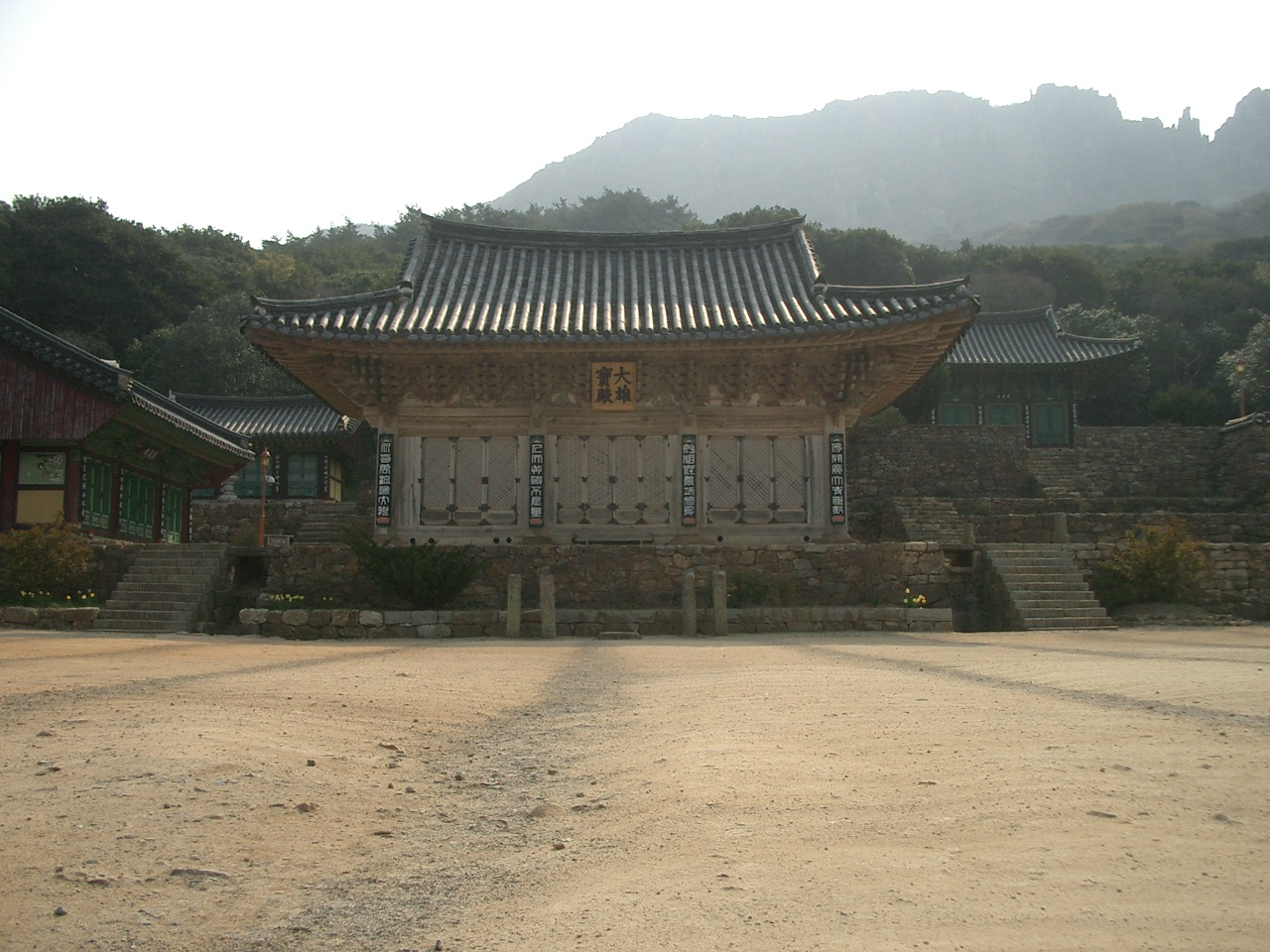
Mihwangsa
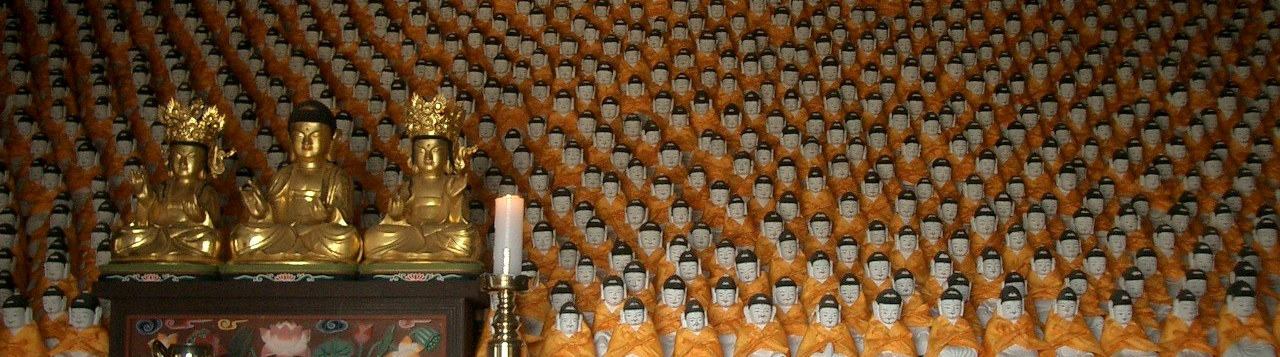
Daeheungsa
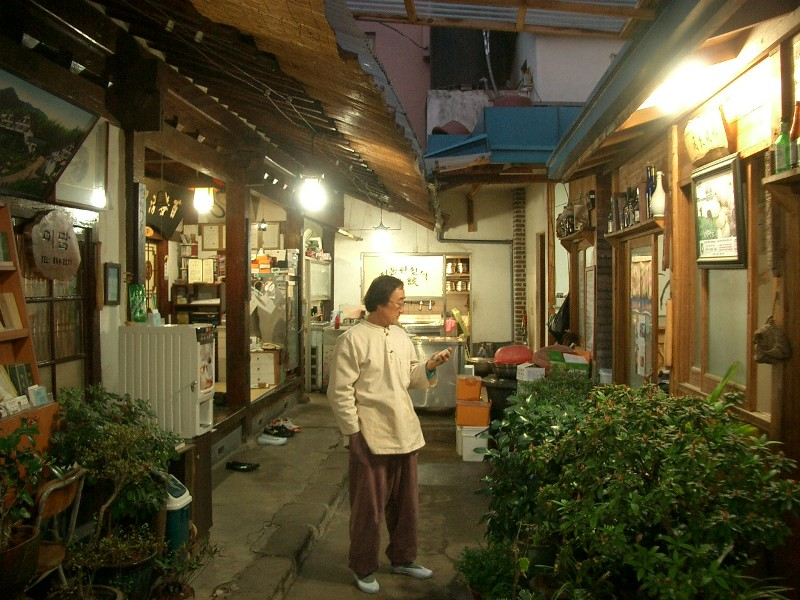